# Marion (Nueva York)
Marion es un municipio situado en el condado de Wayne, estado de Nueva York, Estados Unidos. Tiene una población estimada, a mediados de 2023, de 4524 habitantes.

## Geografía
La localidad está ubicada en las coordenadas 43°09′58″N 77°11′29″O / 43.16611, -77.19139 (43.166014, -77.19135).

## Demografía
Según la estimación 2019-2023 de la Oficina del Censo, los ingresos medios de los hogares de la localidad son de $86,601 y los ingresos medios de las familias son de $104,363. Alrededor del 9.2% de la población está por debajo de la línea de pobreza.